# Abdullah Azzambrigade
De Abdullah Azzam Brigade, voluit genaamd (Arabisch: كتائب عبد الله عزام, Kataaeb Al-Shahid Abdullah Azzam) heeft zich vernoemd naar de Palestijnse Abdullah Yusuf Azzam (1941–1989) ook wel bekend als Sheikh Azzam en de “Godfather van de Jihad”. Hij was een leidend figuur in de mondiale ontwikkeling van de militante islamitische beweging en werd bekend door de opstand in Afghanistan tegen de Sovjet-bezetting waar hij samen met Osama bin Laden en Ayman al-Zawahiri de Arabische Jihadstrijders leidde in hun steun aan de Afghaanse strijders.
De Abdullah Azzam Brigade, die mogelijk gelieerd is aan Al Qaida, heeft sinds het najaar van 2004 diverse aanslagen in Egypte geclaimd, waaronder:
- Bomaanslagen in de toeristenplaatsen Taba, Nuweiba en Ras Shaitan op 7 oktober 2004.
- Bomaanslag en schietpartij in Caïro op 30 april 2005.
- Terroristische aanslagen in Sharm-el-Sheikh van 23 juli 2005.
- Vanaf 2011 betrokken geraakt bij Syrische Burgeroorlog.
- Was betrokken bij het conflict in de Gazastrook van 2014.